# Ґіора Шпіґель
Ґіора Шпіґель (івр. גיורא שפיגל; нар. 27 липня 1947, Петах-Тіква) — ізраїльський футболіст, півзахисник. По завершенні ігрової кар'єри — футбольний тренер.
Як гравець насамперед відомий виступами за клуб «Маккабі» (Тель-Авів), а також національну збірну Ізраїлю.

## Клубна кар'єра
У дорослому футболі дебютував 1963 року виступами за команду «Маккабі» (Тель-Авів), у якій провів десять сезонів, взявши участь у 176 матчах чемпіонату. У складі тель-авівського «Маккабі» був одним з головних бомбардирів команди (середня результативність — 0,39 гола за гру першості).
Згодом з 1973 по 1980 рік виступав за команди «Страсбур», «Олімпік» (Ліон), «Маккабі» (Тель-Авів) та «Хакоах».
Завершив професійну ігрову кар'єру у нижчоліговому клубі «Бейтар» (Тель-Авів), за який виступав протягом 1980—1982 років.

## Виступи за збірну
У 1965 році дебютував в офіційних матчах у складі національної збірної Ізраїлю. Протягом кар'єри у національній команді, яка тривала 16 років, провів у формі головної команди країни лише 29 матчів, забивши 10 голів.
У складі збірної був учасником чемпіонату світу 1970 року в Мексиці.

## Кар'єра тренера
Розпочав тренерську кар'єру невдовзі по завершенні кар'єри гравця, 1983 року, очоливши тренерський штаб клубу «Хапоель» (Петах-Тіква).
Потім очолював команди клубів «Маккабі» (Тель-Авів), «Бней-Єгуда» та «Маккабі» (Хайфа).
Наразі останнім місцем тренерської роботи був клуб «Хапоель» (Рішон-ле-Ціон), команду якого Ґіора Шпіґель очолював до 2002 року.

## Титули та досягнення
- Переможець Юнацького (U-19) кубка Азії: 1965
- Бронзовий призер Кубка Азії: 1968